# کیشورگانج صدار
کیشورگانج صدار (به لاتین: Kishoreganj Sadar) یک منطقهٔ مسکونی در بنگلادش است که در ناحیه کیشورگنج واقع شده‌است. کیشورگانج صدار ۱۹۳٫۷۳ کیلومتر مربع مساحت و ۵۰۰٬۲۰۸ نفر جمعیت دارد.